# إكس مان ضد ستريت فايتر
إكس مان ضد ستريت فايتر (بالإنجليزية: X-Men vs. Street Fighter)، هي لعبة فيديو من نوع لعبة قتال، من تطوير ونشر شركة كابكوم اليابانية، صدرت اللعبة في الأسواق عام 1996 على منصات صالة الآركيد، وفي عام 1997 على منصات سيغا ساترن، وبلاي ستيشن، وهي اللعبة الأولى من سلسلة مارفل ضد كابكوم، والتي تجمع بين شخصيات مارفل وكابكوم.

## أسلوب اللعب
على غرار ألعاب ستريت فايتر، فهي لعبة قتال برسوم ثنائية الأبعاد يتحكم اللاعبون فيها بشخصيات مختلفة للانخراط في قتال واحد لواحد، محاولين القضاء على الخصم عن طريق استنفاد صحتهم، وتتميز بطريقة إختيارك لشخصيات مزدوجة لفريق واحد، وبدلاً من تنسيق الجولة النموذجية الأفضل من بين ثلاث جولات، تتكون المباريات في هذه اللعبة من جولة واحدة. يمكنك إختيار شخصيتين في بداية النزال، لكنك تتحكم بشخصية واحدة في نفس الوقت، بينما الشخصية الثانية تبقى خارج الشاشة ومساعدة في نفس الوقت. تستعيد شخصيتك النائمة جزءًا من حيويتها، ببطء بينما تقاتل شخصيتك الحالية التي تتحكم بها. إذا خسرت إحدى شخصياتك، تبدأ شخصيتك الثانية تلقائيًا في اللعب، لكن المباراة تستمر حتى تتم هزيمة كلا الشخصيتين في أي من الفريقين. إذا نفد المؤقت قبل أن يتم إقصاء أي من الفريقين، فسيتم إعلان الفائز باللاعب صاحب أكبر عدد من الصحة المتبقية.

## الأطوار
- طور الأركيد : إبدأ بهزيمة خصومك حتى تقاتل الخصم الأخير وهو أبوكاليبس، العدو الرئيسي لإكس-من.
- طور الفرسس : يتقاتل الخصمان مع بعضهم.
- طور التدريب: بإمكانك التدرب على الحركات من أجل هزيمة الخصم المنافس.
- طور البقاء : تقاتل ضد الموجات اللانهائية من الفرق.